# Katasztrófafilm (film)
A Katasztrófafilm (Disaster Movie) 2008-ban bemutatott amerikai filmparódia. A filmet írta és rendezte Aaron Seltzer és Jason Friedberg. A főszerepben Carmen Electra, Kim Kardashian, Matt Lanter, Nicole Parker, Crista Flanagan, Vanessa Minnillo, és Ike Barinholtz. A film hat jelölést kapott a 29. Arany Málna-gálán.

## Történet
|  | Alább a cselekmény részletei következnek! |

A történet úgy kezdődik, hogy egy ősember (Will) egy mamut elől menekül, majd találkozik a farkassal (Ike Barinholtz), rövid küzdelem után elmenekül, majd belebotlik Amy Winehouse-ba (Nicole Parker), akinek a kardfogú tigrisre jellemző fogai vannak, a hajából előkerülő laptopból megjövendöli, hogy a világvége 2008. augusztus 29-én (a film megjelenése napján) lesz és köze van a kristálykoponyához. Majd előhúz a hajából egy whiskey-s üveget és megissza az üveg tartalmát. Ezután Will (Matt Lanter) rémálma véget ér és gyönyörű barátnője Amy (Vanessa Minnillo) mellett ébred, aki megcsalta őt Flavor Flav-val. Amy szeretné komolyabbra fordítani kapcsolatukat, erre Will megijed, majd hagyja, hogy Amy elmenjen. Will nem ünnepelte meg a 16. születésnapját, igaz, hogy ő most 25 éves, ezért barátai buli szerveznek neki. A party-n feltűnik Justin Timberlake és Jessica Simpson és a High School Musical szereplői is. Végül megjelenik Amy is a party-n egy Calvin Cline-modell (Nick Steele) társaságában. Will megpróbálja kibékíteni Amyt, de nem sikerül neki ezért a lány sértődötten elviharzik. Calvin-t (Gary "G-Thang" Johnson), Will legjobb barátját feldühíti, hogy pár suttyó piát akar lopni az asztalról, erre megjelenik Beautiful Assassin (Carmen Electra) ezalatt ő azt képzeli, hogy barátnője, Lizzy (Kim Kardashian) és Beautiful Assassin megküzdenek egymással érte. Beautiful Assassin a kezébe nyom egy pisztolyt és arra biztatja, hogy lőjön egy görbét és ölje meg őket. Háromszor próbálkozik, de egyszer sem sikerül őket eltalálnia, ehelyett a buli résztvevőit közül először Dr. Phil-t (John Di Domenico), másodszor Anton Chigurh-t (Barinholtz), és végül Beautiful Assassint (Carmen Electra) lövi le. Hirtelen a várost egy földrengés rázza meg, a bulizó fiatalok a tv-ből értesülnek arról, hogy Los Angeles-t természeti csapások sorozata pusztítja és itt a világvége.
A fiatalok menekülőre fogják, Will, Juney (Crista Flanagan), a terhes tini, Calvin és Lizzy megkeresik Amy-t. Az utcára érve mindenfelé aszteroidák potyognak. Hannah Montana-ra ráesik egy aszteroida, majd élet halál között arra biztatja őket, hogy vegyék meg az ő nevével fémjelzett dolgokat, majd leesik a fejéről a paróka és bevallja, hogy ő Miley Cyrus és végül meghal. Eközben egy gyerek (Ty Wesley) felébreszti a padon alvó Hancockot (Walter Harris), hogy mentse meg a világot, de ő inkább menekül és beüti a fejét egy utcai lámpába és kiüti magát. Hirtelen a levegő fagyossá válik, ezért Will és társai egy garázsba menekülnek, ahol megjelenik a Szex és New York csapata és Carrie közli, hogy ők voltak itt előbb. Carrie Zohan-stílusban megküzd Juney-val, aki még a kisbabája lábát is felhasználja a küzdelemben végül Juney győz. Mivel nagyon hideg van ezért Calvin javasolja, hogy vegyék le a ruháikat és bújjanak össze, hogy így melegítsék egymást, de csak a lányok vetkőznek le, a fiúk pedig ámuldoznak. Ekkor elfolyik Juney magzatvize. Elhagyják a garázst, kint forgószél tombol, ezért egy oszlopba kapaszkodnak, ekkor megszólal Will telefonja, Amy hívja, akivel kibékülnek. Lizzy-t agyonnyomja egy aszteroida. Ekkor Calvin felkiált: „Megölték Lizzy-t. Szemetek!”. A csatornából előmászik egy elvarázsolt drogos hercegnő, akit elüt egy taxi, majd Calvin ölében landol, rögtön egymásba szeretnek. Ekkor megjelenik a hercegnő stricije, majd a Step up 2.-ből ismert Sizzle C, I Like Them Girls című dalára táncolnak. Végül a strici visszamászik a csatornába. Ekkor egy tornádó jelenik meg az utca végén. Erre Will felteszi a kérdést: Ki ment meg minket? Erre megjelenik a Vasember, majd ráesik egy égből pottyant tehén, másodikként megjelenik Pokolfajzat (Hellboy), de őt is agyonüti egy tehén, harmadikként próbálkozik Hulk, akit szintén egy égből pottyant tehén talál el. Amikor Will és társai végre menedéket találnak, megszólal Calvin cipőtelefonja, Lizzy anyja és érdeklődik Lizzy halála felől. Ezután megjelennek az Alvin és a mókusok, akik először aranyosnak tűnnek, majd a elkapják veszettséget és megtámadják őket, Juney gerincéből lakmároznak, aki ebbe belehal, végül a többiek egy szemetesben ejtik őket csapdába. Útban a múzeum felé, Will telefont kap, Amy az és közli, hogy a múzeumban, a földrengések miatt rádőlt egy szobor. Útközben találkoznak Batman-nel, aki közli velük, hogy evakuálják a város és az utolsó autóbuszok 9 órakor indulnak és már 5.30 van és megemlíti, hogy ha elmennek megmenteni Amy-t akkor nem lesz esélyük a túlélésre. Batman rádöbben, hogy fogy az ideje, ezért feldob az egyik ház tetejére egy kötelet, de az lecsúszik onnan és egy autó hátuljába akad bele, ami elrántja őt. A hercegnő megöl egy autóversenyzőt, majd ellopják az autóját. (Totál turbó) Majd furcsa zajra lesznek figyelmesek: A csomagtartóban Michael Jackson-t találják egy majmocska és egy gyerek társaságában.
Amikor odaérnek a múzeumhoz, kiszabadítják Amy-t, aki megmutatja, hogy nála van a kristálykoponya. Willnek ekkor eszébe jut az álma, hogy a kristálykoponyával lehet csak megakadályozni a világvégét. Will és Amy a kristálykoponya oltárához indulnak, Calvin és a hercegnő pedig észreveszi, hogy az összes ajtó bezáródott, és azáltal a múzeum összes tárgya életre kel, beleértve a Kung Fu Pandát, aki megtámadja Calvin-t. Miután Calvin legyőzte a Kung Fu Pandát kiderül, hogy a Hercegnő egy trafó vagyis transzfesztita. Eközben Will és Amy Beowulf-fal találja magát szemben, aki meztelenül akar harcolni, végül feladja. Ekkor Will és Amy belép a kristálykoponya oltárához, ahol Will megtudja, hogy Indiana Jones az apja, aki megpróbálja látványosan a helyére tenni a kristálykoponyát, de nem sikerül neki, ezért Will-re vár a feladat, hogy ezt megtegye. A film végén Will és Amy összeházasodik, a beszédet The Guru Shitka tartja.
|  | Itt a vége a cselekmény részletezésének! |

## Szereplők
| Szerep                                                                        | Színész              | Magyar hang        |
| ----------------------------------------------------------------------------- | -------------------- | ------------------ |
| Will                                                                          | Matt Lanter          | Hamvas Dániel      |
| Amy                                                                           | Vanessa Minnillo     | Molnár Ilona       |
| Calvin                                                                        | G Thang              | Simonyi Balázs     |
| Juney MacGuff Hannah Montana                                                  | Crista Flanagan      | Csondor Kata       |
| Ian Willis                                                                    | Jack Cortes          | ?                  |
| Bűbáj hercegnő Amy Winehouse Jessica Simpson                                  | Nicole Parker        | Mezei Kitty        |
| Lisa Taylor                                                                   | Kim Kardashian       | Bogdányi Titanilla |
| Farkas, Javier Bardem, Rendőrtiszt, Hellboy, Batman, Beowulf, Caspian herceg, | Ike Barinholtz       | Varga Rókus        |
| Indiana Jones                                                                 | Tony Cox             | Szokol Péter       |
| Beautiful Assassin                                                            | Carmen Electra       | Nyírő Eszter       |
| Edwin herceg                                                                  | Tad Hilgenbrink      | Stern Dániel       |
| Calvin Cline-modell                                                           | Nick Steele          | Stern Dániel       |
| Carrie Bradshaw                                                               | Jason Boegh          | Seder Gábor        |
| Kung Fu Panda                                                                 | Yoshio Iizuka        | Seder Gábor        |
| Dr. Phil The Guru Shitka                                                      | John Di Domenico     | Gardi Tamás        |
| Flavor Flav                                                                   | Abe Spigner          | ?                  |
| Michael Jackson                                                               | Christopher Johnson  | ?                  |
| Forma1-es versenyző                                                           | Jared S. Eddo        | nem szólal meg     |
| Justin Timberlake                                                             | Jonas Neal           | saját hangján      |
| Hulk                                                                          | Roland Kickinger     | saját hangján      |
| Dr. Bruce Banner                                                              | Jacob Tolano         | ?                  |
| John Hancock                                                                  | Walter Harris        | ?                  |
| Vasember                                                                      | Gerrard Fachinni     | ?                  |
| Táncos Bűbáj hercegnő                                                         | Johnny Rock          | nem szólal meg     |
| Paulie Bleeker                                                                | Devin Crittenden     | saját hangján      |
| Seth                                                                          | Noah Harpster        | ?                  |
| McLover                                                                       | Austin Michael Scott | ?                  |

- További magyar hangok: Bor László, Fehér Péter, Földi Tamás, Joó Gábor, Király Adrián, Kiss Anikó, Ősi Ildikó, Penke Soma, Wessely-Simonyi Réka

## Parodizált filmek, emberek, műsorok és egyebek
- Juno
- High School Musical
- Hannah Montana
- Amy Winehouse
- Jessica Simpson
- Hellboy
- Batman
- Beowulf
- Indiana Jones
- Carrie Bradshaw
- Szex és New York
- Dr. Phil
- The Guru Shitka
- Michael Jackson
- Kung Fu Panda
- Alvin és a mókusok
- Justin Timberlake
- Totál turbó (Speed racer)
- Flavor Flav
- Hancock
- Ne szórakozz Zohannal!
- Twister
- Zsenikém - Az ügynök haláli
- Éjszaka a múzeumban
- South Park

## Díjak, jelölések
Arany Málna (2009)
- jelölés: legrosszabb film
- jelölés: legrosszabb női mellékszereplő (Carmen Electra)
- jelölés: legrosszabb női mellékszereplő (Kim Kardashian)
- jelölés: legrosszabb rendező (Jason Friedberg és Aaron Seltzer)
- jelölés: legrosszabb forgatókönyv (Jason Friedberg és Aaron Seltzer)
- jelölés: legrosszabb előzetes, remake, koppintás vagy folytatás

## Kritika
A film mind hazánkban, mind külföldön negatív kritikát kapott.

## Filmzene
1. Mr. Biggz – Oh My
2. Arlaner – Super 16
3. Sizzle C – Where They At
4. Miss 86 – Get Spaztic
5. Miss 86 – Way U Love Me
6. JMC – We Gotta Party
7. K Militant – Pump Your Fist
8. The Cast – Juney's Baby
9. King Juju – Show Me How You Do It
10. The Cast – Friends Forever
11. Early Earl – Do The Whoa
12. Alex James – No Explanation
13. Santiago Rio – The Gals
14. The Cast – My Dear Prince 1
15. The Cast – My Dear Prince 2
16. Sizzle C – I Like Dem Girls
17. The Cast – We Wish You A Merry Christmas
18. The Cast – Chipmunk Boogie
19. The Cast – Chipmunk Metal
20. Philip White – Chipmunks Attack
21. Bill Jeffery – Racecar Truck
22. The Cast – Dating Song
23. Classic – What's The Scenario
24. Cham Pain – We Likes 2
25. Classic – Doin' My Thing

## Fordítás
- Ez a szócikk részben vagy egészben  a   Disaster Movie című angol Wikipédia-szócikk fordításán alapul.  Az eredeti cikk szerkesztőit annak laptörténete sorolja fel. Ez a jelzés csupán a megfogalmazás eredetét és a szerzői jogokat jelzi, nem szolgál a cikkben szereplő információk forrásmegjelöléseként.